# A Krími Köztársaság statisztikái
A Krími Köztársaság a Krím félsziget szinte egész területét lefedi, kivéve Szevasztopol városát. A területe 25 járásra és városi területre oszlik, lakosságát 2021-ben 1 901 578 főre becsülték.

## Városban élők[1]

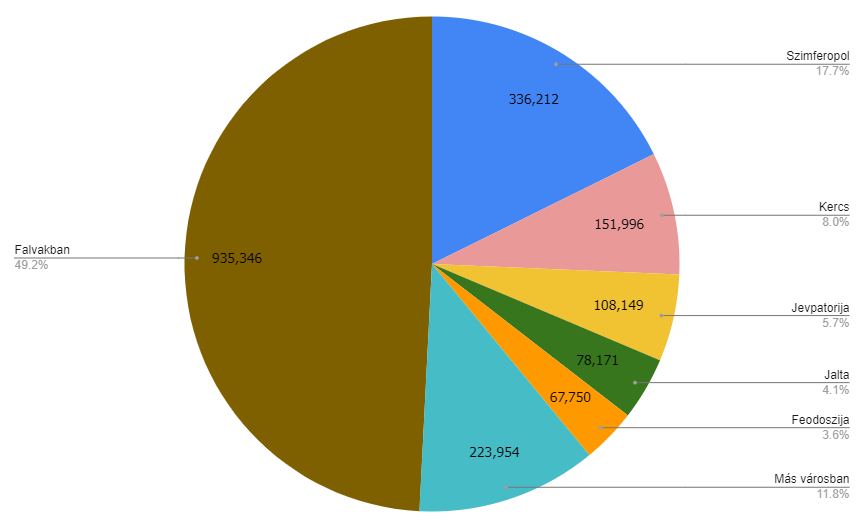
A népesség meogszlása az 5 legnagyobb városban, a további városokban, és a falvakban

2021-ben a köztársaságban 935 346 fő élt falvakban, míg 966 232 fő élt városokban, amik így a népesség 49,2 és 50,8%-át adják.
A legnagyobb városok, amelyekben a népesség nagy része él:
- Szimferopol, 336 212 fő (17,68%)
- Kercs, 151 996 fő (7,99%)
- Jevpatorija, 108 149 fő (5,69%)
- Jalta, 78 171 fő (4,11%)
- Feodoszija, 67 750 fő (3,56%)

Az 5 legnagyobb városban összesen 742 278-an laknak, amely a köztársaság népességének a 39,03%-a, ami azt jelenti, hogy a más városban élők csak 223 954-en vannak, a teljes népességnek csupán 11,78%-a.

## Népsűrűség[2]
A köztársaság területe 26 081 km2, így népsűrűsége 72,91 fő/km2.
| Járás/Városi terület             | Népsűrűség (fő/km2) |
| -------------------------------- | ------------------- |
| Alusta városi terület            | 91,92               |
| Armjanszk városi terület         | 190,0               |
| Bahcsiszaraji járás              | 55,13               |
| Belogorszki járás                | 31,99               |
| Csernomorszkoje járás            | 20,29               |
| Dzsankoji járás                  | 29,83               |
| Dzsankoj városi terület          | 1483                |
| Feodoszija városi terület        | 291,5               |
| Jalta városi terület             | 486,5               |
| Jevpatorija városi terület       | 2073                |
| Kercs városi terület             | 1391                |
| Kirovszkojei járás               | 53,81               |
| Krasznogvargyejszkojei járás     | 47,13               |
| Krasznoperekopszki járás         | 21,35               |
| Krasznoperekopszk városi terület | 1113                |
| Lenyinói járás                   | 19,61               |
| Nyizsnyegorszkiji járás          | 42,06               |
| Pervomajszkojei járás            | 20,70               |
| Razdolnojei járás                | 24,22               |
| Szaki járás                      | 33,93               |
| Szaki városi terület             | 857,1               |
| Szimferopol városi terület       | 3478                |
| Szimferopoli járás               | 94,37               |
| Szovjetszkiji járás              | 35,31               |
| Szudak városi terület            | 60,28               |
| Krími Köztársaság                | 72,91               |